# 429
Évszázadok: 4. század – 5. század – 6. század
Évtizedek: 370-es évek – 380-as évek – 390-es évek – 400-as évek – 410-es évek – 420-as évek – 430-as évek – 440-es évek – 450-es évek – 460-as évek – 470-es évek
Évek: 424 – 425 – 426 – 427 –  428 – 429 – 430 – 431 – 432 – 433 – 434

## Események

### Nyugat- és Keletrómai Birodalom
- Flavius Florentiust és Flavius Dionysiust választják consulnak.
- A lázadónak tartott Bonifatius africai kormányzó a vandálok segítségét kéri. Geiseric király 80 ezer vandállal és alánnal átkel Dél-Hispániából (ahol a szvébek rendszeres támadásainak voltak kitéve) Észak-Afrikába. Galla Placidia nyugatrómai régens békét köt Bonifatiusszal, aki ekkorra megbánja a vandálok behívását, mert a barbárok sorra ostromolják a városokat és fosztogatják a vidéket.
- Galla Placidia Flavius Aetiust nevezi ki a hadsereg fővezérének (magister militum praesentalis).
- I. Caelestinus pápa és a galliai püspökök tanácsa Germanus és Lupus püspököket Britanniába küldi, hogy harcoljanak az ott elharapódzó pelagianista eretnekség ellen.
- II. Theodosius keletrómai császár felállít egy bizottságot, hogy Nagy Konstantin idejétől kezdve gyűjtsék össze valamennyi törvényt és rendeletet. A kilenc év alatt összeállított gyűjtemény a Codex Theodosianus nevet kapja.

## Születések
- Cu Csung-cse, kínai matematikus

## Halálozások
- Szent Honoratus, Arles püspöke

## Fordítás
- Ez a szócikk részben vagy egészben  a(z)   429 című angol Wikipédia-szócikk ezen változatának fordításán alapul.  Az eredeti cikk szerkesztőit annak laptörténete sorolja fel. Ez a jelzés csupán a megfogalmazás eredetét és a szerzői jogokat jelzi, nem szolgál a cikkben szereplő információk forrásmegjelöléseként.